# Gourzon
Gourzon est une ancienne commune française du département de la Haute-Marne en région Grand Est. C'est une commune associée de Bayard-sur-Marne depuis 1973.

## Toponymie
Gourzon, provient de Gordius, nom d'homme gallo-romain, ville citée en 1050-1080 comme de Gurgione et en 1137 Gurzon.

## Histoire
En 1789, ce village fait partie de la province de Champagne dans le bailliage de Chaumont, la prévôté de Wassy et la châtellenie de Joinville.
Le 1er janvier 1973, la commune de Gourzon est rattachée sous le régime de la fusion-association à celle de Laneuville-à-Bayard qui devient Bayard-sur-Marne.

## Politique et administration
| Période                                  | Période | Identité      | Étiquette | Qualité |
| ---------------------------------------- | ------- | ------------- | --------- | ------- |
|                                          |         | Joseph Niglio |           |         |
| Les données manquantes sont à compléter. |         |               |           |         |

## Démographie
| 1793 | 1800 | 1806 | 1821 | 1831 | 1836 | 1841 | 1846 | 1851 |
| ---- | ---- | ---- | ---- | ---- | ---- | ---- | ---- | ---- |
| 199  | 209  | 199  | 197  | 230  | 232  | 231  | 247  | 280  |

| 1856 | 1861 | 1866 | 1872 | 1876 | 1881 | 1886 | 1891 | 1896 |
| ---- | ---- | ---- | ---- | ---- | ---- | ---- | ---- | ---- |
| 304  | 302  | 368  | 381  | 403  | 398  | 410  | 438  | 476  |

| 1901 | 1906 | 1911 | 1921 | 1926 | 1931 | 1936 | 1946 | 1954 |
| ---- | ---- | ---- | ---- | ---- | ---- | ---- | ---- | ---- |
| 444  | 456  | 442  | 436  | 460  | 443  | 479  | 441  | 565  |

| 1962 | 1968 | - | - | - | - | - | - | - |
| ---- | ---- | - | - | - | - | - | - | - |
| 617  | 754  | - | - | - | - | - | - | - |

## Lieux et monuments
- Eglise Saint-Martin
- Cimetière